# ピーター・ワシントン
ピーター・ワシントン（Peter Washington、1964年8月28日 - ）はアメリカ合衆国のベーシスト。カリフォルニア州ロサンゼルス出身。

## 人物
アート・ブレイキーのジャズ・メッセンジャーズの一員。